# Ruch racjonalistyczny
Ruch racjonalistyczny – ruch społeczny istniejący w wielu krajach, skupiający ludzi o przekonaniach racjonalistycznych zainteresowanych krzewieniem racjonalizmu w społeczeństwie. Sięga swymi korzeniami epoki Oświecenia, jego znaczący i organizacyjny rozwój przypadł jednak na wiek XX, kiedy procesy laicyzacji przybrały skalę społeczną i wyszły poza salony i grona intelektualistów i filozofów.
Po części pokrywa się z ruchami wolnomyślicielskim, humanistycznym, ateistycznym, laickim.
W sferze przekonań politycznych, racjonaliści sympatyzują na ogół z kręgami liberalnymi i lewicowymi, są także zwolennikami neutralności światopoglądowej państwa.

## Występowanie
Ruch racjonalistyczny ma szczególnie długą tradycję w Wielkiej Brytanii i USA, bardzo silny jest również w Indiach. Współcześnie do najbardziej znanych osób głoszących racjonalizm zaliczają się: Richard Dawkins (Wielka Brytania), Paul Kurtz (USA), James Randi (USA), Sanal Edamaruku (Indie), Prabir Ghosh (Indie), Basava Premanand (Indie).
W Indiach istnieje kilkadziesiąt organizacji racjonalistycznych, większość skupiona jest w Indyjskiej Federacji Stowarzyszeń Racjonalistycznych (FIRA), która z kolei jest afiliowana w Międzynarodowej Unii Humanistycznej i Etycznej (IHEU).

### Polska
W II RP polskie środowisko racjonalistów skupione było od 1930 wokół Warszawskiego Koła Intelektualistów (wzorowanego na francuskiej Unii Racjonalistycznej) oraz miesięcznika „Racjonalista”.
Aktualnie polscy racjonaliści skupieni są m.in. wokół istniejącego od 2000 portalu Racjonalista.pl oraz powołanego w 2005 Polskiego Stowarzyszenia Racjonalistów.
Główni racjonaliści polscy XX w.: Tadeusz Kotarbiński, Barbara Stanosz, Jan Woleński, Jacek Hołówka.